# Une femme jalouse
Pour les articles homonymes, voir Between Two Women.
Pour plus de détails, voir Fiche technique et Distribution.
Une femme jalouse (titrte original : Between Two Women) est un film américain réalisé par George B. Seitz, sorti en 1937.

## Synopsis
Un triangle amoureux se forme entre un médecin, une infirmière et une héritière...

## Fiche technique
- Titre original : Between Two Women
- Titre français : Une femme jalouse ; Entre deux femmes (titre alternatif)
- Réalisation : George B. Seitz
- Scénario : Frederick Stephani et Marion Parsonnet, d'après une histoire d'Erich von Stroheim
- Direction artistique : Cedric Gibbons
- Costumes : Adrian
- Photographie : John F. Seitz
- Son : Douglas Shearer
- Montage : W. Donn Hayes
- Musique : William Axt
- Société de production et de distribution : Metro-Goldwyn-Mayer
- Pays de production :  États-Unis
- Langue : anglais
- Format : Noir et blanc - 35 mm - 1,37:1 - son mono (Western Electric Sound System)
- Genre : Film dramatique, Film romantique[1]
- Durée : 88 minutes
- Dates de sortie : 
  - États-Unis : 9 juillet 1937
  - France :
  - Belgique : 15 juillet 1937

## Distribution
- Franchot Tone : Allan Meighan
- Maureen O'Sullivan : Claire Donahue
- Virginia Bruce : Patricia Sloan
- Leonard Penn : Tony Woolcott
- Cliff Edwards : Snoopy
- Janet Beecher : Mlle Pringle
- Charley Grapewin : Dr Webster
- William Bailey : le premier policier
- Helen Troy : Sally
- Grace Ford : Nurse Howley
- June Clayworth : Eleanor